# Bembaluru, Alur
Bembaluru là một làng thuộc tehsil Alur, huyện Hassan, bang Karnataka, Ấn Độ.